# Назі-Марутташ

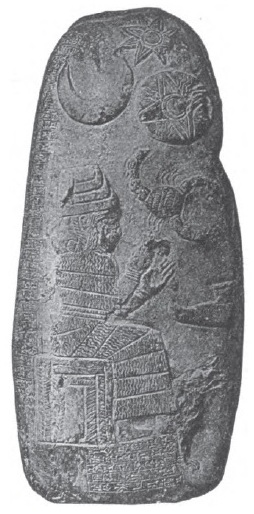
Назі-Марутташ

Назі-Марутташ (аккад. Nazi-Maruttaš) — каситський цар Вавилонії, правив приблизно в 1324-1297 до н. е..
Син Курігальзу II. До складу його імені входить ім'я каситського бога Марутташа, тотожного аккадському Нінурті.

## Життєпис
На початку свого правління Назі-Марутташ завдав, мабуть, поразки ассирійському царю Арік-ден-ілі. Потім зробив невдалий похід в область Намрі (раніше Навар) в долині Діяли. Цей похід, швидше за все, можна пояснити втратою контакту між Вавилонією та корінними землями каситів за верхів'ями Діяли та бажанням його відновити.
Похід Назі-Марутташа викликав у відповідь військовий виступ ассирійського царя Адад-Нірарі I, що призвело до повної поразки каситів у битві при Кар-Іштар, що в області Чад-Саллу («Нива-Саллу», яка включала, мабуть, території між Малим Забом і Адемом, нижче Аррапхи і вище гряди Джебель-Хамеїн). Ассирійці захопили вавилонський табір, де захопили їх штандарти. Вавилоняни змушені були відступити аж до Рапікума на Євфраті та Лубді на Тигрі.
Крім того, ассирійці створили серйозну загрозу південному шляху вавилонян через Загрос по долині річки Діяла. Після чого між Назі-Марутташем і Адад-Нірарі I був укладений мирний договір і встановили кордон по лінії, яка проходила в країні Піласке, що на східній стороні річки Ідіглат (Тигр), від міста Армана, що в Чад-Саллу до гір Луллуме (в старіших текстах — лулубеї, жили в країні Замуа, в верхів'ях річок Адема та М. Заба).
Хетські царі Мурсілі II і Муваталлі II підтримували з Назі-Марутташем дружні відносини, що не дивно, зважаючи на загрозу з боку зміцнілої Ассирії.
Правив 26 років.